# Fuego (canción de The Cheetah Girls)
"Fuego es una canción de The Cheetah Girls y es el segundo sencillo de su segundo álbum de estudio, TCG. En su perfil oficial de MySpace, las chicas describieron la canción como un "Latin himno de fiesta" con un sample del éxito de los 80 de Lionel Richie "All Night Long (All Night)". La canción se estrenó el 15 de septiembre de 2007 en Radio Disney y posteriormente se lanzó a través de distribución digital el 10 de octubre. Alcanzó el número 27 en la lista Billboard Hot Dance Club Play.

## Promoción
En 2007, como promoción del sencillo y del álbum, las chicas interpretaron "Fuego" en Good Morning America el 12 de octubre, y en The Early Show el 13 de octubre. La canción también apareció en la lista de canciones de su One World Tour.

## Video musical
El vídeo musical fue dirigido por Marcus Raboy el 21 de octubre de 2007 y se estrenó en Disney Channel el 22 de noviembre. Recibió una fuerte rotación en Disney Channel y MTV 3. Existe una versión en español del vídeo en la que hay nuevas escenas y secuencias diferentes.
El vídeo gira en torno a las tres chicas bailando con una multitud de gente en una fiesta. A lo largo del vídeo hay escenas de las chicas bailando mientras otras personas realizan una rutina de baile frente a un fondo rojo anaranjado.

## Lista de Canciones
iTunes Single
1. "Fuego" - 3:09
2. "Fuego" (Spanish Version) - 3:27

Remix EP
1. "Fuego" (Cabana Remix)
2. "Fuego" (Ranny Radio Edit)
3. "Fuego" (English Club Mix)
4. "Fuego" (Party Mix)
5. "Fuego" (Party Dub)
6. "Fuego" (Spanish Club)

## Charts
| Chart (2008)                                            | Peak position |
| ------------------------------------------------------- | ------------- |
| Estados Unidos Billboard Bubbling Under Hot 100 Singles | 22            |
| Estados Unidos Billboard Hot Dance Club Play            | 27            |